# Гарвард (Іллінойс)
Гарвард (англ. Harvard) — місто (англ. city) в США, в окрузі Макгенрі штату Іллінойс. Населення — 9469 осіб (2020).

## Географія
Гарвард розташований за координатами 42°25′51″ пн. ш. 88°37′6″ зх. д. / 42.43083° пн. ш. 88.61833° зх. д. (42.430809, -88.618460).  За даними Бюро перепису населення США в 2010 році місто мало площу 22,21 км², уся площа — суходіл.

## Демографія
Згідно з переписом 2010 року, у місті мешкало 9447 осіб у 3052 домогосподарствах у складі 2194 родин. Густота населення становила 425 осіб/км².  Було 3341 помешкання (150/км²).
Расовий склад населення:
| - 71,5 % — білих - 0,9 % — чорних або афроамериканців - 0,8 % — корінних американців - 0,7 % — азіатів - 0,1 % — вихідців з тихоокеанських островів - 22,9 % — осіб інших рас |

До двох чи більше рас належало 3,0 %. Частка іспаномовних становила 45,2 % від усіх жителів.
За віковим діапазоном населення розподілялося таким чином: 32,1 % — особи молодші 18 років, 59,6 % — особи у віці 18—64 років, 8,3 % — особи у віці 65 років та старші. Медіана віку мешканця становила 29,2 року. На 100 осіб жіночої статі у місті припадало 102,9 чоловіків;  на 100 жінок у віці від 18 років та старших — 100,1 чоловіків також старших 18 років.
Середній дохід на одне домашнє господарство  становив 53 880 доларів США (медіана — 45 689), а середній дохід на одну сім'ю — 57 836 доларів (медіана — 51 412). Медіана доходів становила 36 832 долари для чоловіків та 27 081 долар для жінок. За межею бідності перебувало 26,6 % осіб, у тому числі 37,4 % дітей у віці до 18 років та 0,0 % осіб у віці 65 років та старших.
Цивільне працевлаштоване населення становило 4181 осіб. Основні галузі зайнятості: виробництво — 28,7 %, освіта, охорона здоров'я та соціальна допомога — 16,9 %, роздрібна торгівля — 13,4 %, науковці, спеціалісти, менеджери — 11,6 %.